# Стейн (лунный кратер)
Кратер Стейн (лат. Stein), не путать с кратером Стайн (лат. Stein) на Венере, — крупный древний ударный кратер в экваториальной области обратной стороны Луны. Название присвоено в честь голландского астронома Йохана Штейна (1871—1951) и утверждено Международным астрономическим союзом в 1970 г. Образование кратера относится к нектарскому периоду.

## Описание кратера

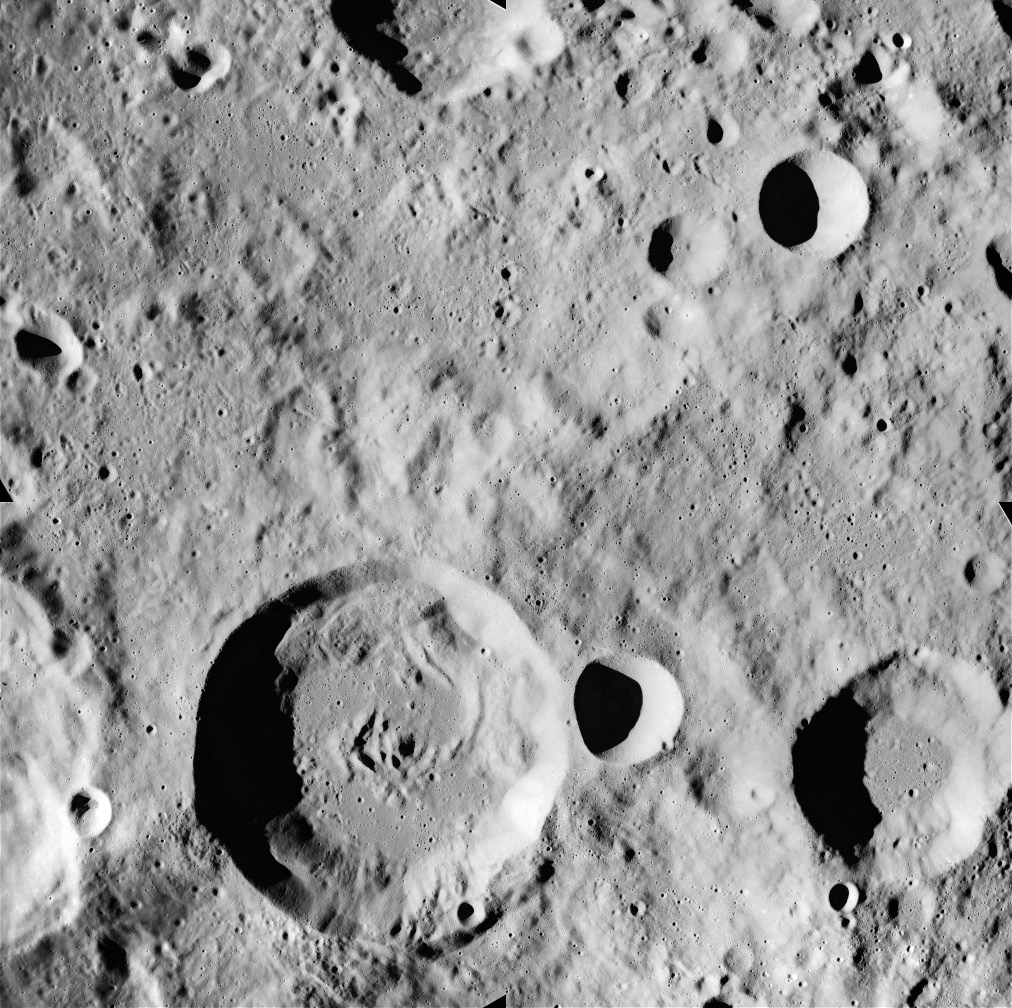
Снимок с борта Аполлона-16. Кратер Стейн в нижней левой части снимка, вверху слева кратер Тизелиус (север справа).

Ближайшими соседями кратера являются кратер Тизелиус на западе; кратер Шафарик на северо-западе; кратер Хейфорд на северо-востоке и кратер Красовский на востоке-юго-востоке. Селенографические координаты центра кратера 7°00′ с. ш. 179°07′ в. д. / 7° с. ш. 179,11° в. д., диаметр 30.7 км, глубина 2,1 км.
Кратер Стейн имеет полигональную форму образованную слиянием двух кратеров и  умеренно разрушен. Вал сглажен, северо-западная часть внутреннего склона отмечена приметным маленьким чашеобразным кратером. Дно чаши, сформированное кратером меньшего диаметра, ровное, без приметных структур.

## Сателлитные кратеры

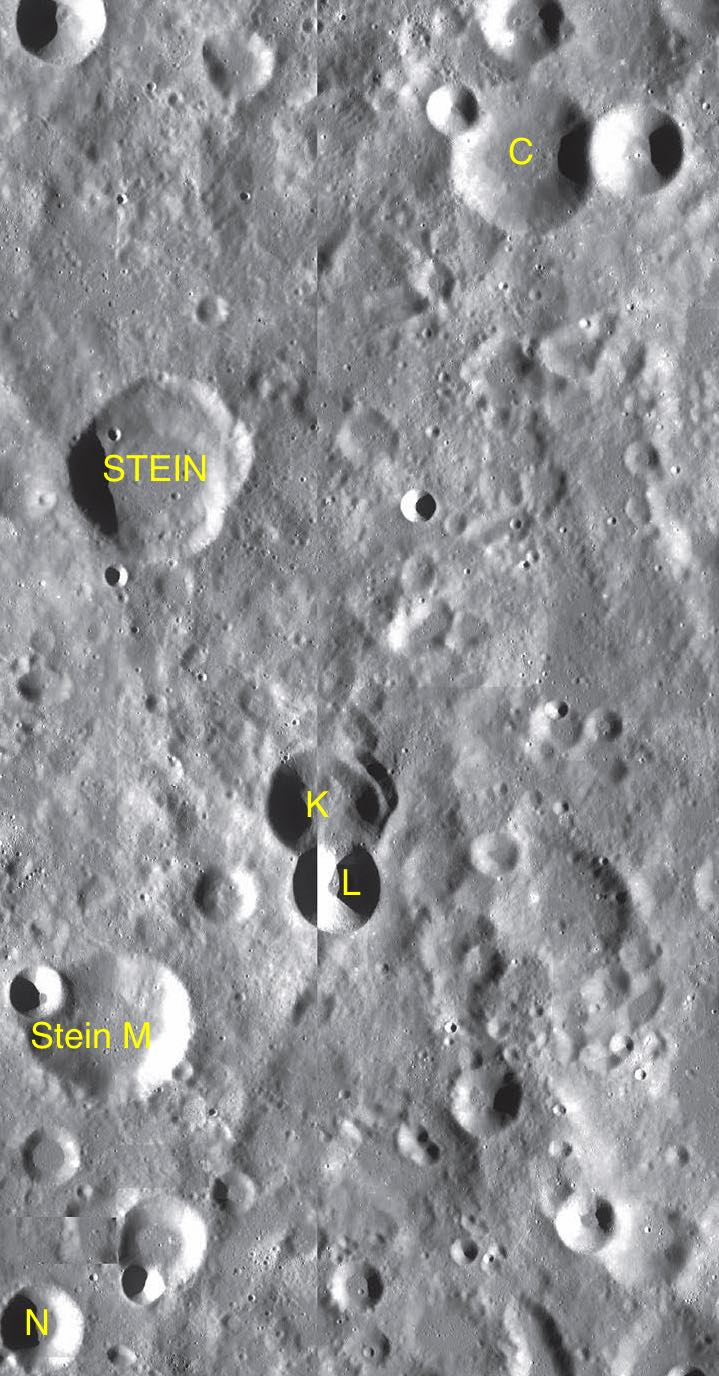
Фрагмент карты LAC-68.

| Стейн | Координаты                                            | Диаметр, км |
| ----- | ----------------------------------------------------- | ----------- |
| C     | 8°46′ с. ш. 178°49′ з. д. / 8,76° с. ш. 178,82° з. д. | 25,8        |
| K     | 5°07′ с. ш. 179°58′ з. д. / 5,11° с. ш. 179,97° з. д. | 19,4        |
| L     | 4°38′ с. ш. 179°53′ з. д. / 4,64° с. ш. 179,89° з. д. | 16,7        |
| M     | 3°50′ с. ш. 178°50′ в. д. / 3,83° с. ш. 178,84° в. д. | 27,5        |
| N     | 2°08′ с. ш. 178°26′ в. д. / 2,13° с. ш. 178,44° в. д. | 15,0        |